# Итикава (посёлок)
Итикава (яп. 市川町 Итикава-тё:) — посёлок в Японии, находящийся в уезде Кандзаки префектуры Хиого. Площадь посёлка составляет 82,70 км², население — 12 571 человек (1 августа 2014), плотность населения — 152,01 чел./км².

## Географическое положение
Посёлок расположен на острове Хонсю в префектуре Хиого региона Кинки. С ним граничат города Касай, Химедзи и посёлки Фукусаки, Така, Камикава.

## Население
Население посёлка составляет 12 571 человек (1 августа 2014), а плотность — 152,01 чел./км². Изменение численности населения с 1980 по 2005 годы:
| 1980 | 15 230 чел. |  |
| 1985 | 15 354 чел. |  |
| 1990 | 15 105 чел. |  |
| 1995 | 15 060 чел. |  |
| 2000 | 14 812 чел. |  |
| 2005 | 14 150 чел. |  |

## Символика
Деревом посёлка считается вечнозелёный дуб, цветком — подсолнечник однолетний.